# Línea 15 (Los Tranvías de Zaragoza)
La antigua línea 15 de tranvía de la ciudad de Zaragoza (España) fue una de las líneas que componían su vieja red tranviaria.
La línea 15 realizaba el recorrido comprendido entre la Vía Ibérica y la Plaza de España de la capital aragonesa cogiendo parte del trazado de la actual línea de tranvía.

## Historia
Operada por Los Tranvías de Zaragoza, embrión de la actual TUZSA (Transportes Urbanos de Zaragoza) fue concedida el 9 de diciembre de 1945 y comenzó a dar servicio el 7 de julio de 1950, para luego el 3 de mayo de 1961 acortar su servicio hasta plaza Aragón. El 3 de junio de 1963 volvió a ir a Plaza España. El 10 de diciembre de 1967 se unificó con la línea 1, quedando con el recorrido Bajo Aragón-Casablanca, pero el 1 de diciembre de 1969 se dividieron. Fue oficialmente clausurada el 28 de febrero de 1971.